# Incahuasi (vulkaan)
Incahuasi is een berg van vulkanische oorsprong in de Andes op de grens tussen Argentinië en Chili. De laatste uitbarsting is van ongeveer 700.000 jaar geleden. De vulkaan heeft een caldeira van 3,5 kilometer doorsnede. De naam betekent waarschijnlijk zoiets als Incahuis.